# Nanga-Eboko
Nanga-Eboko est une commune du Cameroun située dans la région du Centre et le département de la Haute-Sanaga, dont elle est le chef-lieu. Ville de transit dans la région du Centre, Nanga-Eboko est situé sur la route nationale no 1 à 166 km de la capitale du pays, Yaoundé, et à 172 km de Bertoua, la capitale de la région de l'Est.

## Toponyme
Le nom de Nanga proviendrait du nom du chef originel qui a fondé la ville.[réf. nécessaire]

## Géographie
La région de Nanga-Eboko est caractérisée par un relief monotone parsemé de quelques sommets à l'altitude moyenne de 650 mètres. Le climat est de type équatorial avec quatre saisons. Un important réseau hydrographique arrose la localité dont la Sanaga située à 6 km du centre ville. La végétation dense alterne entre la forêt et la savane boisée.

## Population
Lors du recensement de 2005, la commune comptait 29 814 habitants, dont 18 282 pour la ville de Nanga-Eboko.
Le vute est parlée dans le commune de Nanga-Eboko.

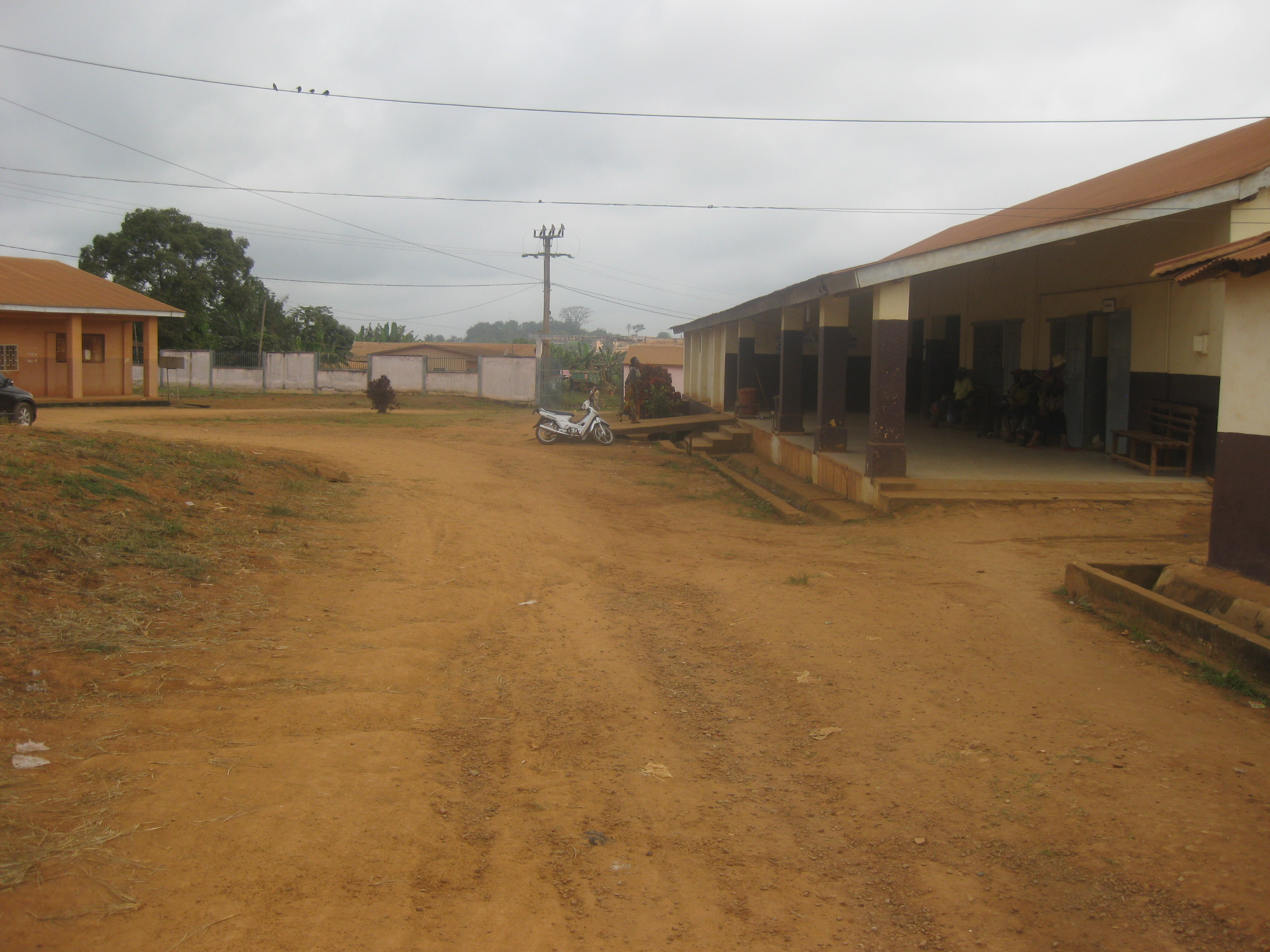
L'hôpital
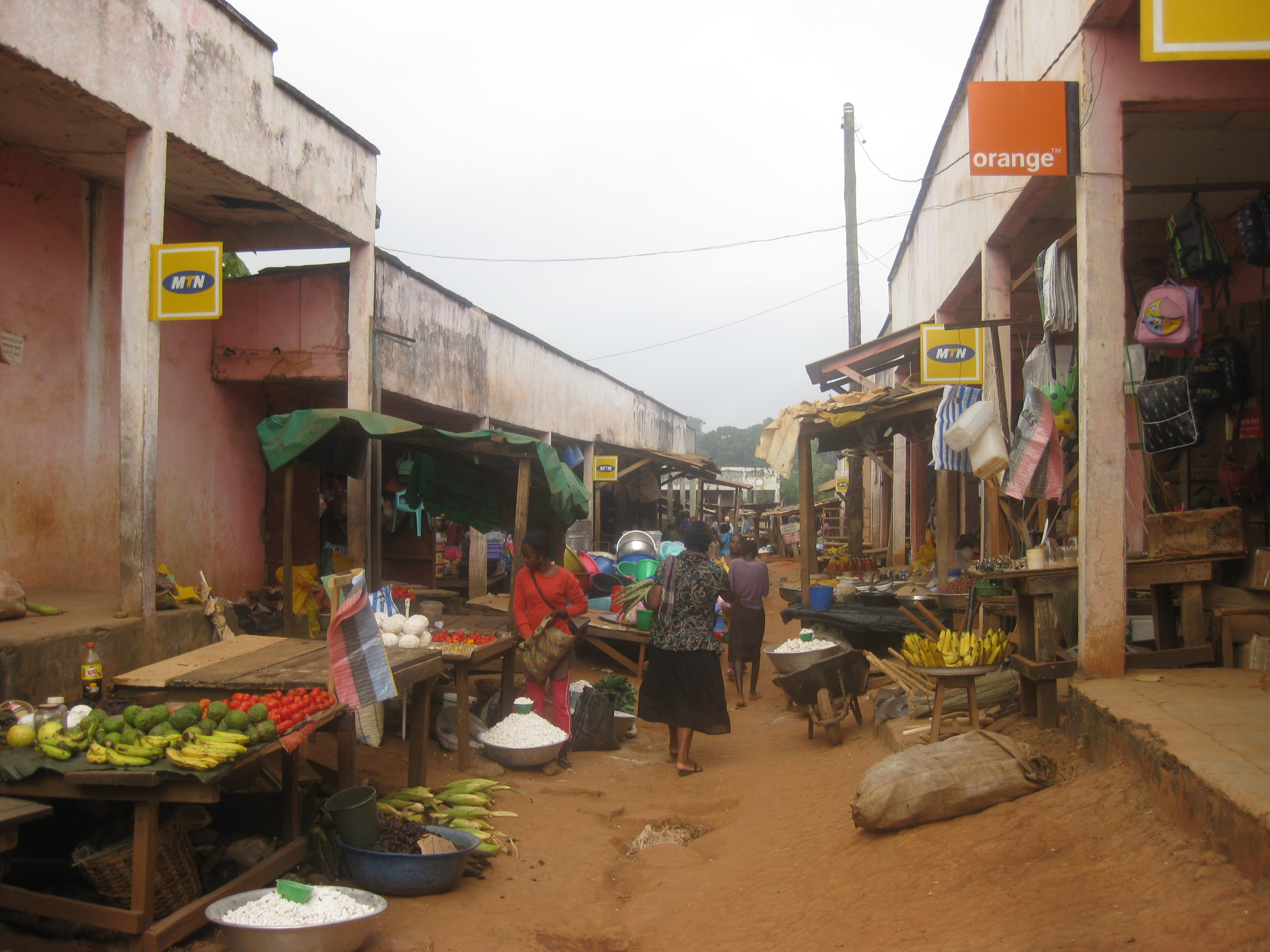
Le marché
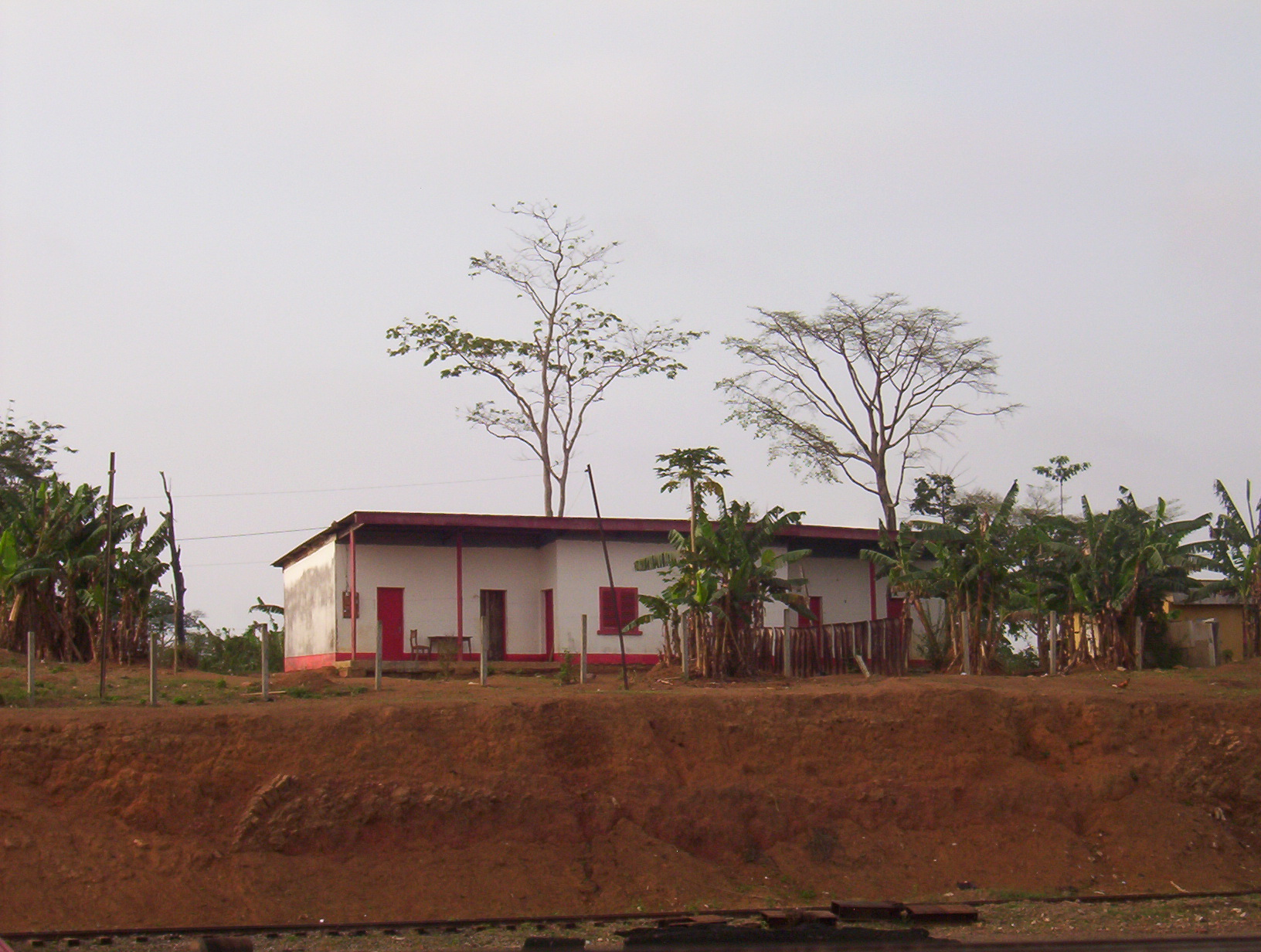
Une habitation

## Organisation
Outre Nanga-Eboko et ses quartiers, la commune comprend les villages suivants :
- Abam
- Berkong
- Bibassa
- Biboa
- Bifoulé
- Bikaga
- Bikang
- Bissaga
- Bitam
- Biwong
- Bogba
- Boundjou
- Déa
- Dingbekoua
- Eboulé
- Efoulane II
- Ekanga
- Ekok
- Ekondong
- Emtsé
- Essamesso
- Etog-Nang
- Ka'a
- Kom
- Lembé Badja
- Mangaé
- Mbenda
- Mbiam
- Mbomendjock
- Mebolé
- Mekak
- Mekomo
- Memia
- Mendoumbé
- Menga'a
- Mengoa
- Mengondé
- Mengué
- Messa'a
- Messegué
- Messibigui
- Mevounga
- Mewomé
- Meyang
- Meyosso
- Mezassa
- Mfomalène
- Mgboum
- Mimbang
- Mimbelé
- Mpandang
- Mpomtené
- Mvomzock
- Nangmana
- Ndandouck
- Ndemba
- Nding
- Ndjassi
- Ndjimekong
- Ndjombé
- Ngamba
- Ngamba-Ndel
- Ngoakomba
- Ngoulmekong
- Nkoambang
- Nkolmveng
- Nkondom
- Nya Yessé
- Okassang
- Okolat
- Ouassa-Bamvelé
- Sandja
- Sanga
- Sassé
- Zengoaga

## Sports
Le club du Mintack FC de Haute-Sanaga est un club de football évoluant en ligue régionale du Centre pour la saison 2023-2024.

## Personnalités
L'homme politique Pierre Ismaël Bidoung Kpwatt, plusieurs fois ministre, est né à Nanga Eboko en 1953.
Moustapha Saya Kaigama,  personnalité politique du Cameroun et Député du Mbam et Kim, Membre du Bureau de l’Assemblée Nationale du Cameroun est né à Nanga Eboko le 4 août 1981.